# Jordanita globulariae
Jordanita globulariae là một loài bướm đêm thuộc họ Zygaenidae. Loài này có ở khu vực miền tây của bán đảo Iberia qua tây, trung và đông Âu đến Ural. Ở phía nam, phạm vi phân bố kéo dài qua bán đảo Balkan đến tây bắc Thổ Nhĩ Kỳ.
Chiều dài cánh trước khoảng 10,5–17 mm đối với con đực và 7,7-10,1 mm đối với con cái.
Ấu trùng ăn các loài Centaurea, Cirsium tuberosum và Globularia.

## Hình ảnh

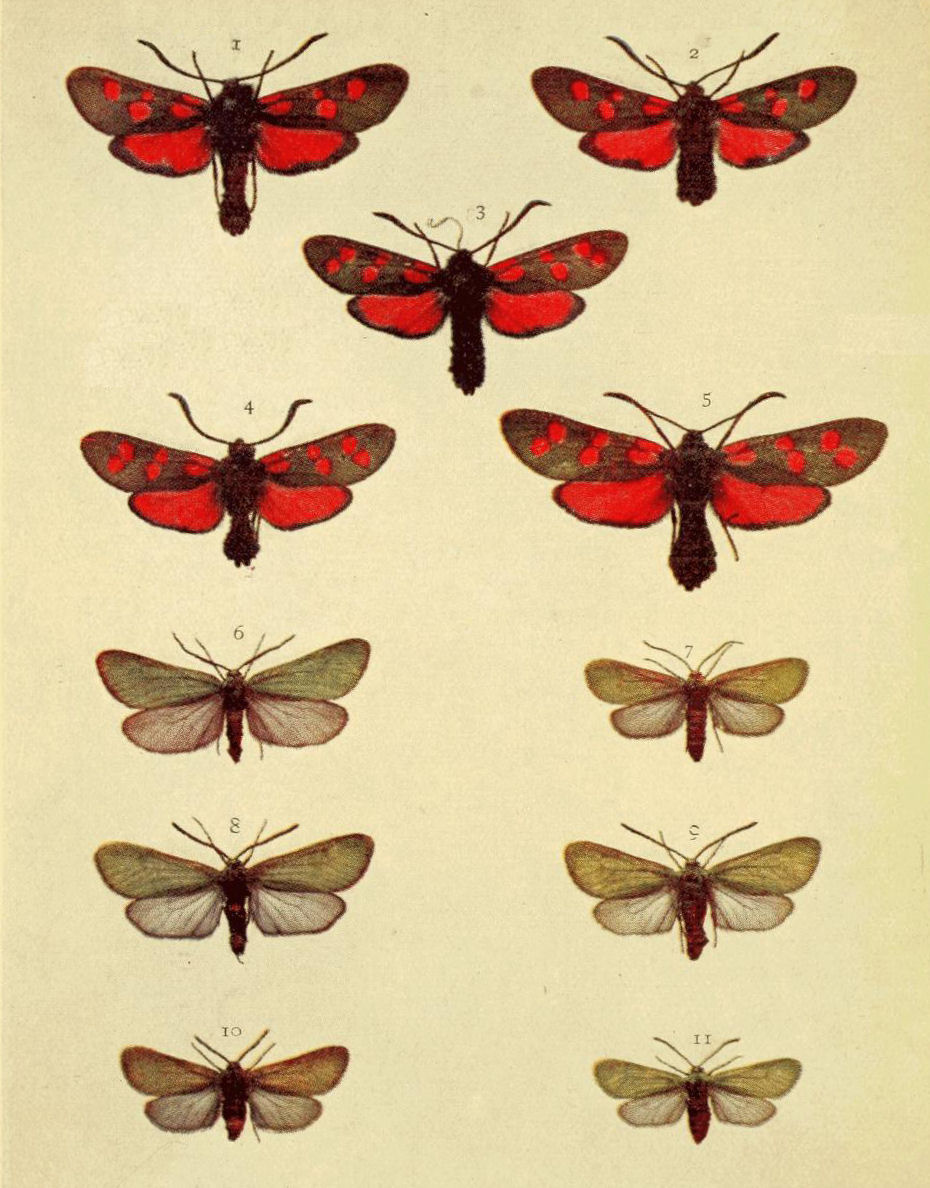